# حیره (نیشابور)

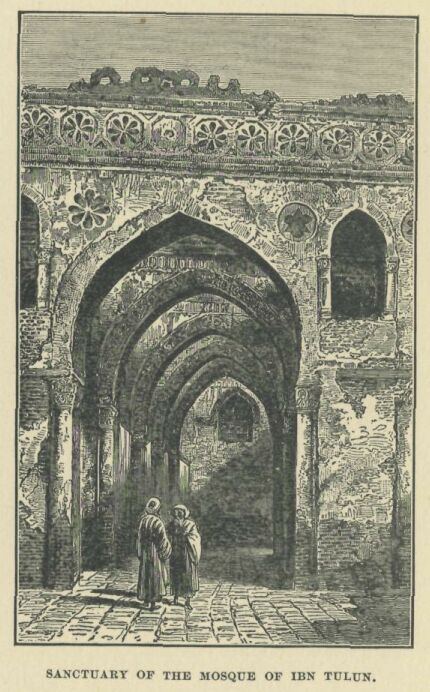
مسجد ابن طولون

حیره محله‌ای بزرگ و اشراف‌نشین در نیشابور کهن بوده‌است. سبب شهرت این محلهٔ بزرگ به حیره، سکونتگاه نخستین مهاجران عرب از حیره عراق در این جا بوده‌است. این محله دارای بازاری بزرگ به نام سوق الحیرة (به فارسی: بازار حیره) بوده‌است. این محله و بازار آن با دروازه در غرب به راه‌ها متصل بوده‌است. این محله آن چنان در آن زمان بزرگ بوده‌است که به عنوان یکی از شهرهای نیشابور شناخته می‌شده‌است و متصل به شهر بوده. اکنون این محله در جنوب شرقی شهر کنونی نیشابور واقع شده‌است. گورستان حیره نیشابور محل دفن سرشناس‌ترین اهالی نیشابور بوده‌است. از جمله عمر خیام. همچنین این محله امروزه یکی از مکان‌های باستانی‌شناسی در نیشابور به حساب می‌آید. چارلز ویلکینسون پس از پژوهش‌های باستان‌شناسی در نیشابور به این باور رسید که مسجد این محله همانند مسجد ابن طولون در فسطاط، قاهره بوده‌است.